# Fuse (Everything but the Girl)
Fuse è l'undicesimo album in studio del duo musicale britannico Everything but the Girl, pubblicato nel 2023.
Si tratta del primo album in studio a distanza di ventiquattro anni dal precedente, ovvero Temperamental, uscito nel 1999.

## Tracce
Testi e musiche di Ben Watt e Tracey Thorn, eccetto dove indicato.
1. Nothing Left to Lose – 3:44
2. Run a Red Light – 3:39 (Watt)
3. Caution to the Wind – 4:06
4. When You Mess Up – 3:48
5. Time and Time Again – 2:51
6. No One Knows We're Dancing – 4:09
7. Lost – 3:25
8. Forever – 3:41
9. Interior Space – 2:24
10. Karaoke – 3:51

## Classifiche
| Classifica (2023) | Posizione raggiunta |
| ----------------- | ------------------- |
| Italia            | 50                  |
| Regno Unito       | 3                   |

## Formazione
- Tracey Thorn – voce, cori
- Ben Watt – cori, batteria, chitarra elettrica, piano, programmazioni